# 뉴스리뷰
《뉴스리뷰》는 평일 저녁 8시 30분에 방송되는 연합뉴스TV의 저녁 종합뉴스 프로그램이다. 주말, 공휴일에는 《뉴스 21》으로 방송된다.

## 경쟁 뉴스 프로그램
- KBS 뉴스 9 (KBS 1TV)
- MBC 뉴스데스크 (MBC TV)
- SBS 8 뉴스 (SBS TV)
- 오늘의 월드뉴스 (OBS경인TV)
- YTN 뉴스퀘어 8PM (YTN)